# Cašpar Hermann
Cašpar Hermann (* 9. März 1871 in Königsberg an der Eger, Böhmen; † 6. November 1934 in Leipzig) war ein deutscher Steindrucker und Lithograf.

## Leben
1889 wanderte Hermann in die USA aus und arbeitete dort als An- bzw. Umdrucker. 1903 entwickelte er in Baltimore eine Steindruckrotationsmaschine für den ein- bis sechsfarbigen Gummidruck. 1907 baute er eine Harris-Hochdruck-Bogenrotationsmaschine um, indem er einen dritten Zylinder für das Gummituch zum indirekten Druck in die Maschine integrierte. Damit war die erste deutsche Offsetdruckmaschine erfunden. Sie erhielt den Namen „Triumph“ und wurde in Zweibrücken hergestellt.
1909 erfand Hermann den Bogenanleger für Druckmaschinen, ehe er 1913 eine voll funktionsfähige Offset-Rotationsmaschine baute. Diese wurde in der Vogtländischen Maschinenfabrik in Plauen hergestellt. Ebenfalls in Plauen wurde 1921 der Bau der Offsetdruckmaschine „Excelsior“ vorangetrieben. Diese Maschine konnte ein- oder zweiseitig drucken und war genauso für den Film, wie auch für den Prägedruck geeignet.
1921 entwickelte Hermann die Gummituchrotationsmaschine für den Mehrfarbendruck. Sie enthielt ein Satellitensystem. 1931 unternahm Hermann seine ersten Versuche bei der Entwicklung des Trockenoffset.